# Futbol'nyj Klub UCSA
Il Futbol'nyj Klub UCSA (in ucraino  Футбольний клуб ЮКСА?, traslitterazione anglosassone FC UCSA), è una società calcistica ucraina con sede nella città di Tarasivka.

## Storia
Il club è stato fondato nel 2015 da Serhij Lesnyk, e fino al 2021 ha svolto prevalentemente attività calcistiche giovanili. L'acronimo UCSA sta per Ukrainian Christian Sport Academy (Ukraïns'ka Chrystyjans'ka Sportyvna Akademija - Accademia Sportiva Cristiana Ucraina). Il club infatti promuove valori legati alla cristianità
Nel 2021, la squadra viene iscritta al Campionato Amatoriale Ucraino, che tuttavia si concluderà anzitempo a causa del conflitto russo-ucraino.
Alla vigilia della stagione 2023-24, dopo un anno di stop forzato a causa del conflitto in essere, la società ottiene lo status di club professionistico e prende parte alla Druha Liha, il terzo livello calcistico nazionale ucraino.

## Organico

### Rosa 2023-2024
| N. |                    | Ruolo | Calciatore         |
| -- | ------------------ | ----- | ------------------ |
| 2  | Ucraina (bandiera) | D     | Mykyta Kononov     |
| 5  | Ucraina (bandiera) | C     | Anton Yevdokymov   |
| 4  | Ucraina (bandiera) | D     | Dmytro Makhnyev    |
| 7  | Brasile (bandiera) | C     | Gabriel Goulart    |
| 9  | Ucraina (bandiera) | A     | Oleh Kos           |
| 10 | Brasile (bandiera) | C     | Matheus Pagliarini |
| 11 | Ucraina (bandiera) | A     | Aderinsola Eseola  |
| 12 | Ucraina (bandiera) | P     | Kyrylo Barantsov   |
| 13 | Ucraina (bandiera) | A     | Serhiy Kozak       |
| 14 | Ucraina (bandiera) | C     | Artur Dumanyuk     |
| 15 | Ucraina (bandiera) | C     | Erik Beyer         |
| 16 | Ucraina (bandiera) | C     | Roman Yuvkhymets   |
| 17 | Ucraina (bandiera) | C     | Kyrylo Khovayko    |

| N. |                    | Ruolo | Calciatore           |
| -- | ------------------ | ----- | -------------------- |
| 18 | Ucraina (bandiera) | C     | Nazar Pasternak      |
| 19 | Ucraina (bandiera) | C     | Oleksandr Kolochavin |
| 20 | Ucraina (bandiera) | C     | Matviy Kharchenko    |
| 22 | Ucraina (bandiera) | C     | Oleksandr Shevchuk   |
| 26 | Ucraina (bandiera) | C     | Illya Tsurkan        |
| 44 | Ucraina (bandiera) | D     | Andriy Demydenko     |
| 55 | Ucraina (bandiera) | P     | Roman Sherstyanykh   |
| 70 | Ucraina (bandiera) | P     | Mykyta Fedotov       |
| 77 | Ucraina (bandiera) | C     | Viktor Bilokon       |
| 89 | Ucraina (bandiera) | D     | Oleh Syn'ohub        |
| 98 | Brasile (bandiera) | A     | Vavá Guerreiro       |
|    | Ucraina (bandiera) | D     | Jevhen Selin         |